# Parastalita stygia
Parastalita stygia là một loài nhện trong họ Dysderidae. Chúng được miêu tả năm 1882 bởi Joseph và chỉnh được tìm thấy ở Bosnia và Herzegovina.